# Perle vere e perle false
Perle vere e perle false (The Uninvited Guest) è un film muto del 1924 diretto da Ralph Ince e prodotto dalla Submarine Film Corporation dei fratelli Williamson. Distribuito dalla Metro Pictures Corporation, il film aveva come interpreti Maurice B. Flynn, Jean Tolley, Mary MacLaren, William Bailey, Louis Wolheim.

## Trama
L'ereditiera Olive Granger, sopravvissuta a un naufragio, giunge a terra, su un'isola dei Mari del Sud dove due lestofanti, Irene Carlton e Fred Morgan, la derubano dei suoi documenti per fuggire negli Stati Uniti dove Irene si presenta come fosse lei Olive. Abbandonata sull'isola, Olive incontra due subacquei, Paul Patterson e Jan Boomer, che la trovano in una grotta. I due uomini, disputandosi la ragazza, combattono uno contro l'altro. Boomer, un tipo pericoloso, finisce però male quando, dopo essersi tuffato in mare, muore stritolato da un polipo gigante. Olive, arrivata finalmente in America insieme a Paul, smaschera i due impostori che si erano impossessati della sua identità e sposa Paul.

## Produzione
Il film fu prodotto dalla Submarine Film Corporation, una compagnia di produzione fondata dai fratelli George e J. Ernest Williamson, pionieri della fotografia subacquea. Parte delle riprese furono effettuate alle Bahamas, gli interni vennero girati al Tec-Art Studios di North Hollywood. Per le riprese a colori naturali della Technicolor Motion Picture Corporation si utilizzò la cinepresa subacquea brevettata della Williamson Submarine.

## Distribuzione
Il copyright del film, richiesto dalla Submarine Film Corp., fu registrato il 26 febbraio 1924 con il numero LP19962.

Distribuito dalla Metro Pictures Corporation, il film uscì nelle sale statunitensi l'11 febbraio 1924. In Italia, distribuito dalla Metro, ottenne nell'agosto 1926 il visto di censura numero 22925. Approvato con riserva, il visto riportava la nota "Nella parte 2ª accorciare e modificare rendendola meno feroce, la lotta fra Patterson ed il suo compagno. (agosto 1926)".
Copia completa della pellicola si trova conservata negli archivi russi della Gosfilmofond di Mosca.